# New Orleans Saints 2012
La stagione 2012 dei New Orleans Saints è stata la 46ª della franchigia nella National Football League. Il capo-allenatore Sean Payton fu sospeso dalla NFL per tutta la stagione come parte della punizione in seguito allo scandalo delle taglie. Il 12 aprile 2012, l'allenatore dei linebacker Joe Vitt fu nominato capo-allenatore ad interim. Il 22 agosto 2012 fu annunciato che Aaron Kromer avrebbe sostituito lo stesso Vitt che fu sospeso per le prime sei partite dell'anno. I Saints tentarono di entrare nella storia diventando la prima squadra a giocare il Super Bowl ma furono eliminati dalla caccia ai playoff per la prima volta dal 2008 nella settimana 16. La difesa della squadra concesse un record NFL di 7.042 yard, superando i Baltimore Colts del 1981 che avevano terminato con 6.793 yard.

## Scelte nel Draft 2012
| Scelte dei Saints nel Draft 2012 |        |                |       |            |
| Giro                             | Scelta | Giocatore      | Ruolo | College    |
| 1                                | 24     | Cameron Jordan | DE    | California |
| 1                                | 28     | Mark Ingram    | RB    | Alabama    |
| 3                                | 72     | Martez Wilson  | LB    | Illinois   |
| 3                                | 88     | Johnny Patrick | CB    | Louisville |
| 7                                | 226    | Greg Romeus    | DE    | Pittsburgh |
| 7                                | 243    | Nate Bussey    | LB    | Illinois   |

## Roster
| Roster dei New Orleans Saints nel 2011 |
| --- |
| Quarterback - 9 Drew Brees - 10 Chase Daniel Running Back - 39 Travaris Cadet - 45 Jed Collins FB - 28 Mark Ingram - 29 Chris Ivory - 43 Darren Sproles Wide Receiver - 12 Marques Colston - 18 Saalim Hakim - 19 Devery Henderson - 16 Lance Moore - 13 Joe Morgan - 15 Courtney Roby Tight End - 80 Jimmy Graham - 81 Michael Higgins - 85 David Thomas FB Offensive Linemen - 74 Jermon Bushrod T - 60 Brian de la Puente C - 73 Jahri Evans G - 66 Ben Grubbs G - 65 Ricky Henry G - 69 Eric Olsen C/G - 68 William Robinson T - 64 Zach Strief T Defensive Linemen - 77 Brodrick Bunkley DT - 98 Sedrick Ellis DT - 93 Junior Galette DE - 76 Akiem Hicks DE/DT - 96 Tom Johnson DT - 94 Cameron Jordan DE/DT - 90 Turk McBride DE - 91 Will Smith DE - 75 Tyrunn Walker DE/DT - 95 Martez Wilson DE Linebacker - 52 Jonathan Casillas OLB - 57 David Hawthorne MLB/OLB - 54 Will Herring OLB - 53 Ramon Humber MLB - 50 Curtis Lofton MLB - 58 Scott Shanle OLB - 51 Jonathan Vilma MLB Defensive Back - 42 Isa Abdul-Quddus FS - 25 Rafael Bush SS - 20 A.J. Davis CB - 33 Jabari Greer CB - 41 Roman Harper SS - 44 Elbert Mack CB - 37 Jerico Nelson SS - 32 Johnny Patrick CB - 21 Patrick Robinson CB Special Team - 47 Justin Drescher LS - 5 Garrett Hartley K - 6 Thomas Morstead P Lista delle riserve - 71 Charles Brown OT (IR) - 56 Chris Chamberlain OLB (IR) - 17 Chris Givens WR (IR) - 79 Bryce Harris OT (IR) - 27 Malcolm Jenkins FS (IR) - 70 Marcel Jones OT (IR) - 99 Greg Romeus DE (IR) - 23 Pierre Thomas RB (IR) - 67 Andrew Tiller G (IR) - 88 Nick Toon WR (IR) - 24 Corey White SS/CB (IR) Squadra di allenamento - 62 Braylon Broughton DE - 86 Jarred Fayson WR - 61 Jermarcus Hardrick T/G - 63 Ryan Lee G (Practice squad/Injured) - 30 Ryan Steed CB - 14 Andy Tanner WR - 31 Phillip Thomas SS - 78 Wayne Tribue G |
| Legenda - I rookie sono in corsivo. - Il primo ruolo è il principale mentre gli eventuali successivi indicano i ruoli secondari. - (IR) sta per Injured Reserve ed indica la lista ristretta per un solo giocatore infortunato che può tornare ad allenarsi dopo la settimana 6 e a rientrare in prima squadra dopo che questa ha giocato 8 partite. - (NF-Inj.) / (NF-Ill.) stanno rispettivamente per Non-Football Injured e Non-Football Illness ed indicano le liste dove viene inserito un giocatore che ha un infortunio o una malattia non dipendente dal football americano. - (PUP) sta per Physically Unable to Perform ed indica la lista dove viene inserito un giocatore mentre è in attesa di recuperare la condizione fisica. Nella stagione regolare dopo la sesta partita giocata dalla propria squadra, il giocatore ha tempo tre settimane per riprendere ad allenarsi, più tre settimane aggiuntive dal suo rientro agli allenamenti per rientrare in prima squadra. |

## Calendario
| Stagione regolare |                         |                    |                    |                                     |                    |
| Turno             | Avversario              | Risultato          | Record             | Stadio                              | Sintesi            |
| 1                 | Washington Redskins     | S 32–40            | 0–1                | Mercedes-Benz Superdome             | Recap              |
| 2                 | at Carolina Panthers    | S 27–35            | 0–2                | Bank of America Stadium             | Recap              |
| 3                 | Kansas City Chiefs      | S 24–27 (dts)      | 0–3                | Mercedes-Benz Superdome             | Recap              |
| 4                 | at Green Bay Packers    | S 27–28            | 0–4                | Lambeau Field                       | Recap              |
| 5                 | San Diego Chargers      | V 31–24            | 1–4                | Mercedes-Benz Superdome             | Recap              |
| 6                 | Settimana di pausa      | Settimana di pausa | Settimana di pausa | Settimana di pausa                  | Settimana di pausa |
| 7                 | at Tampa Bay Buccaneers | V 35–28            | 2–4                | Raymond James Stadium               | Recap              |
| 8                 | at Denver Broncos       | S 14–34            | 2–5                | Sports Authority Field at Mile High | Recap              |
| 9                 | Philadelphia Eagles     | V 28–13            | 3–5                | Mercedes-Benz Superdome             | Recap              |
| 10                | Atlanta Falcons         | V 31–27            | 4–5                | Mercedes-Benz Superdome             | Recap              |
| 11                | at Oakland Raiders      | V 38–17            | 5–5                | O.co Coliseum                       | Recap              |
| 12                | San Francisco 49ers     | S 21–31            | 5–6                | Mercedes-Benz Superdome             | Recap              |
| 13                | at Atlanta Falcons      | S 13–23            | 5–7                | Georgia Dome                        | Recap              |
| 14                | at New York Giants      | S 27–52            | 5–8                | MetLife Stadium                     | Recap              |
| 15                | Tampa Bay Buccaneers    | V 41–0             | 6–8                | Mercedes-Benz Superdome             | Recap              |
| 16                | at Dallas Cowboys       | V 34–31 (dts)      | 7–8                | Cowboys Stadium                     | Recap              |
| 17                | Carolina Panthers       | S 38–44            | 7–9                | Mercedes-Benz Superdome             | Recap              |

Nota: gli avversari della propria division sono in grassetto

## Classifiche
| NFC South            |    |   |   |      |     |      |     |     |     |
|                      | V  | S | P | %    | DIV | CONF | PF  | PS  | STR |
| (1) Atlanta Falcons  | 13 | 3 | 0 | .813 | 3–3 | 9–3  | 419 | 299 | S1  |
| Carolina Panthers    | 7  | 9 | 0 | .438 | 3–3 | 5–7  | 357 | 363 | V4  |
| New Orleans Saints   | 7  | 9 | 0 | .438 | 3–3 | 5–7  | 461 | 454 | S1  |
| Tampa Bay Buccaneers | 7  | 9 | 0 | .438 | 3–3 | 4–8  | 389 | 394 | V1  |